# Estadio Municipal KSZO
El Estadio Municipal Deportivo KSZO (en polaco: Miejski Stadion Sportowy "KSZO"), es un estadio de fútbol ubicado en Ostrowiec Świętokrzyski, Polonia. Es el estadio donde el KSZO Ostrowiec Świętokrzyski juega sus partidos como local.

## Instalaciones
La construcción del estadio comenzó en 1931 y concluyó en 1934. El 9 de agosto de 1997 batió el récord de asistencia al albergar a más de 13.000 aficionados durante el encuentro liguero frente al Lech Poznań, aunque tras la remodelación del estadio se redujo el número de asientos hasta 7.430, si bien incorpora más de mil fuera del campo que aumentan la capacidad a 8.500. El recinto deportivo se encuentra techado y los asientos son de plástico con los colores naranja y negro, los colores oficiales del equipo. Entre los eventos acogidos en las instalaciones, sobresalen varios partidos amistosos de la selección de fútbol de Polonia y de la selección femenina, así como dos finales de la Supercopa de Polonia en 1999 y 2008.